# Ernobiinae
Ernobiinae — подсемейство жесткокрылых насекомых семейства точильщиков.

## Описание
Точки на дисках надкрыльях неправильные, иногда на боках собраны в ряды. Переднегрудь без углублений для бёдер.

## Систематика
В составе подсемейства:
- роды: Episernomorphus — Episernus — Ernobius — Hyperisus — Microzogus — Ochina — Ozognathus — Paralobium — Utobium — Xarifa — Xestobium